# Напій

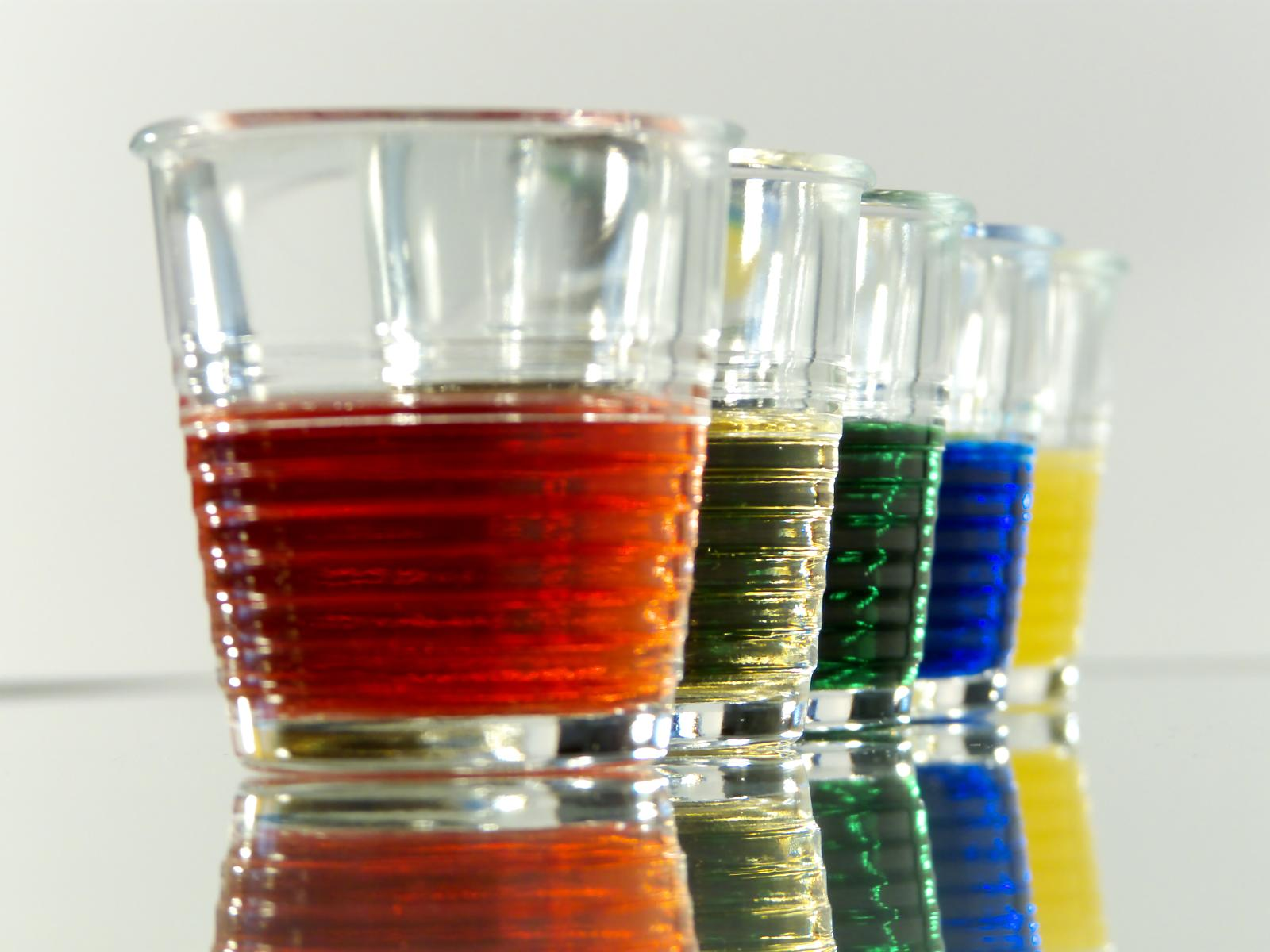
Різнокольорові напої у склянках

Напо́ї — рідини, що вживаються для пиття. Поділяються на спиртні та безалкогольні.
Напої Законом України віднесено до харчових продуктів: «харчовий продукт – речовина або продукт (неперероблений, частково перероблений або перероблений), призначені для споживання людиною. До харчових продуктів належать напої (в тому числі вода питна), жувальна гумка та будь-яка інша речовина, що спеціально включена до харчового продукту під час виробництва, підготовки або обробки».

## Вода
Вода — основа більшості напоїв, які споживає людина, як в чистому, так і в газованому вигляді.

## Алкогольні напої

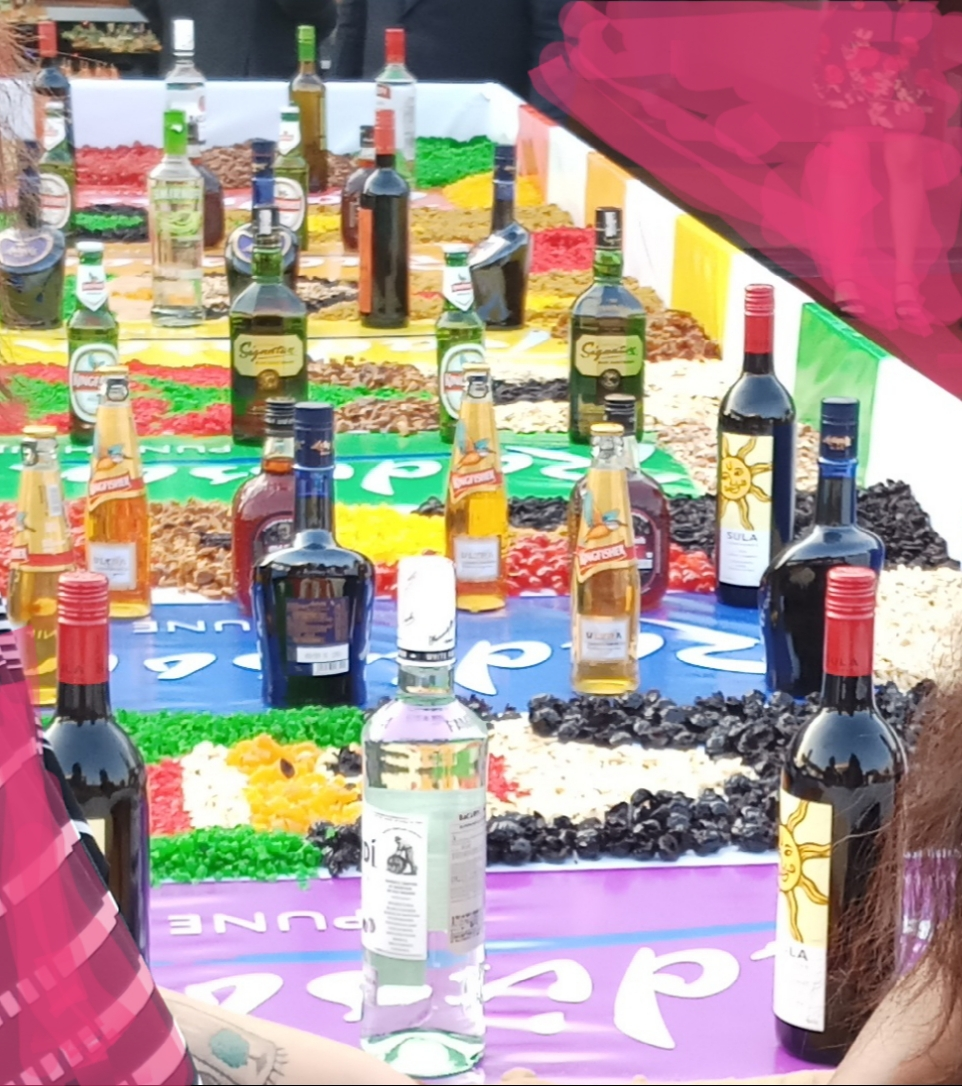
Різноманітні напої у «Pune Festival».

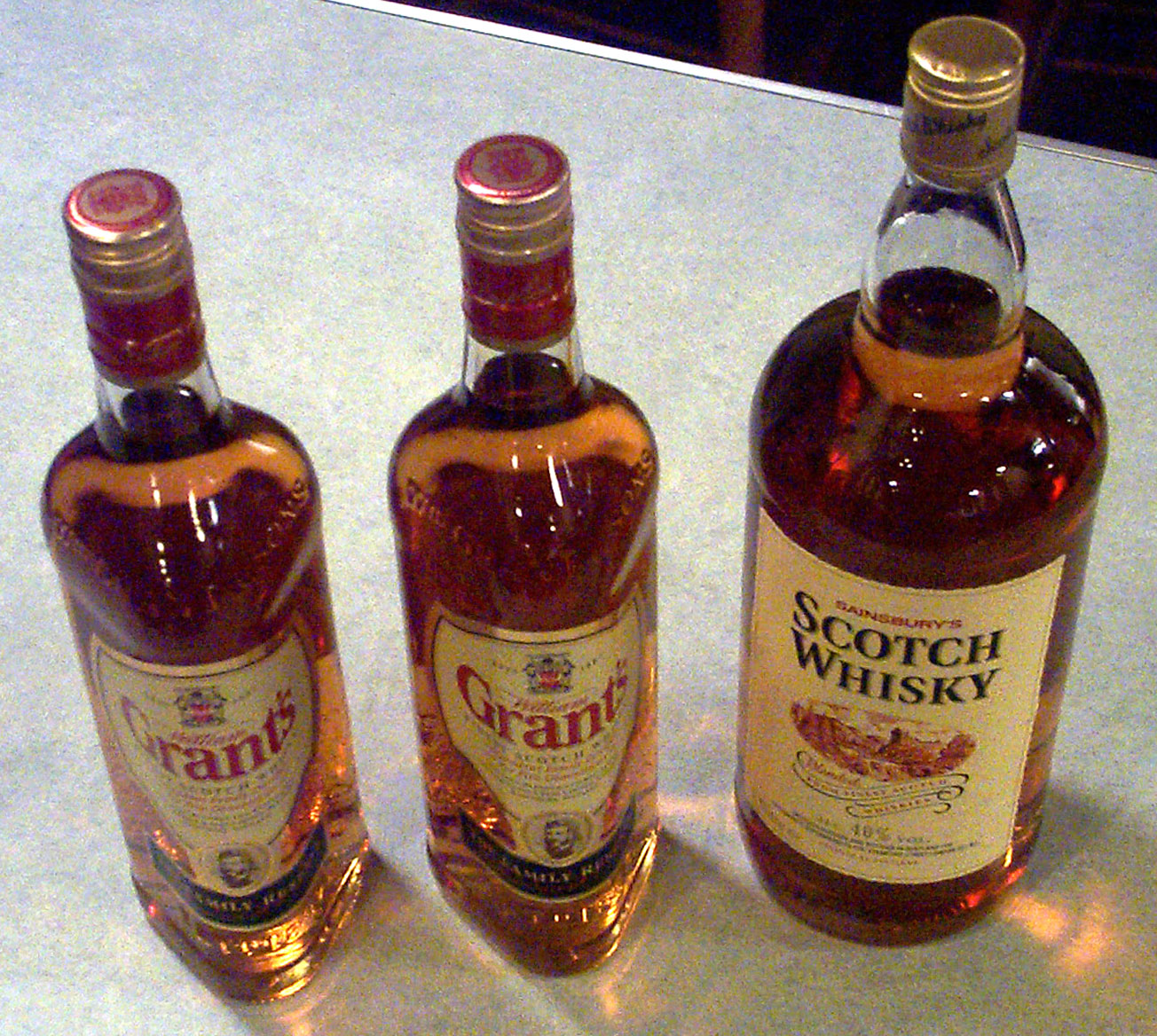
Шотландський віскі

Напої, які містять не менше, ніж 1,5 % етилового спирту, отриманого з спиртової, вуглеводомісткої сировини. Здавна готували зброджуванням. Різновиди алкогольних напоїв:
- вино
- пиво
- сидр
- горілка
- медовуха
- контабас
- абсент
- бренді
- кальвадос
- віскі
- граппа
- джин
- коньяк
- лікер
- ром
- самогон
- бреннівін
- снапс
- текіла
- шампанське
- глінтвейн
- маотай

## Безалкогольні напої
Безалкогольні напої — напої, які не містять алкоголю, бувають газовані і негазовані.

### Негазовані напої

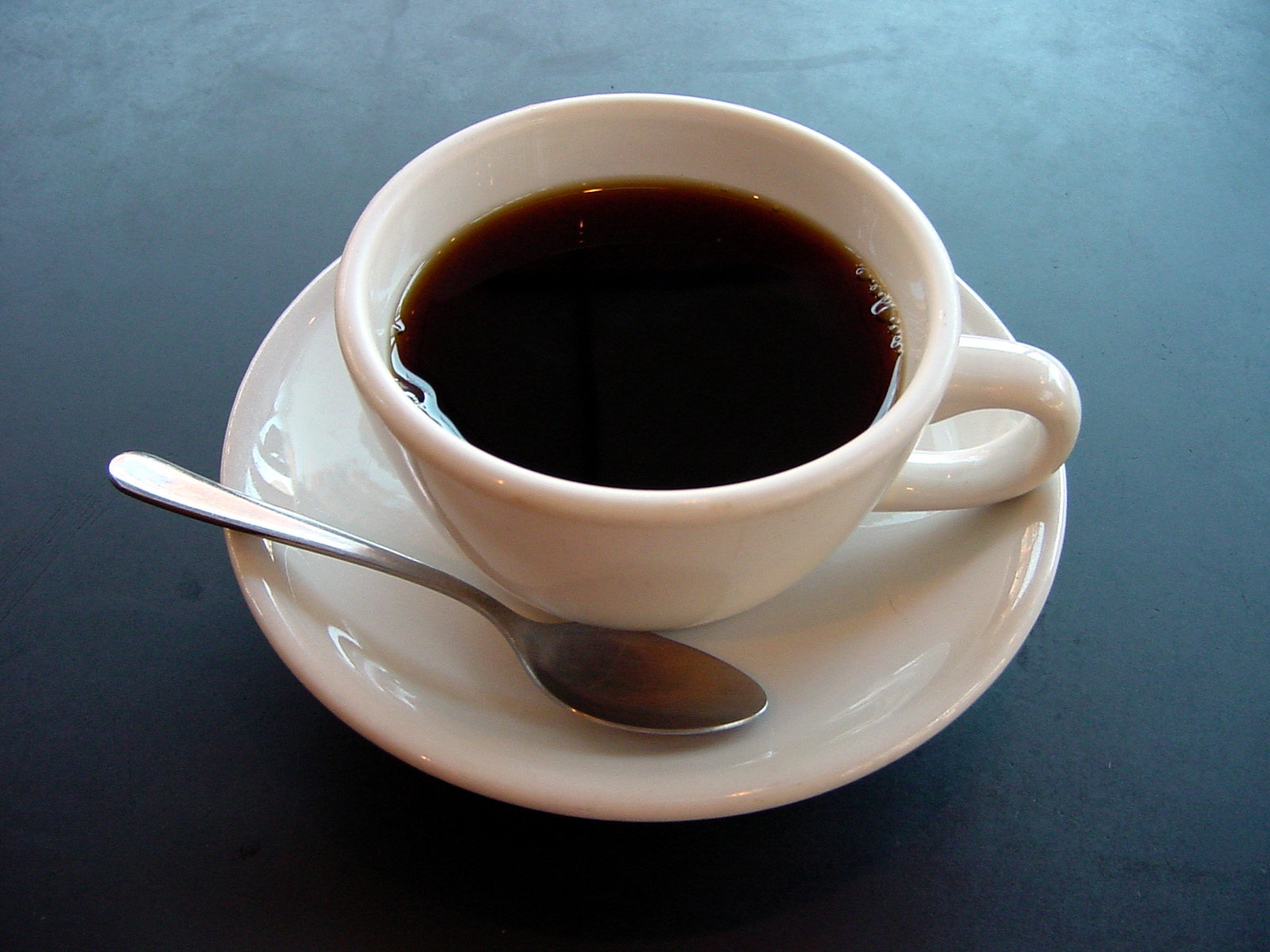
Філіжанка кави

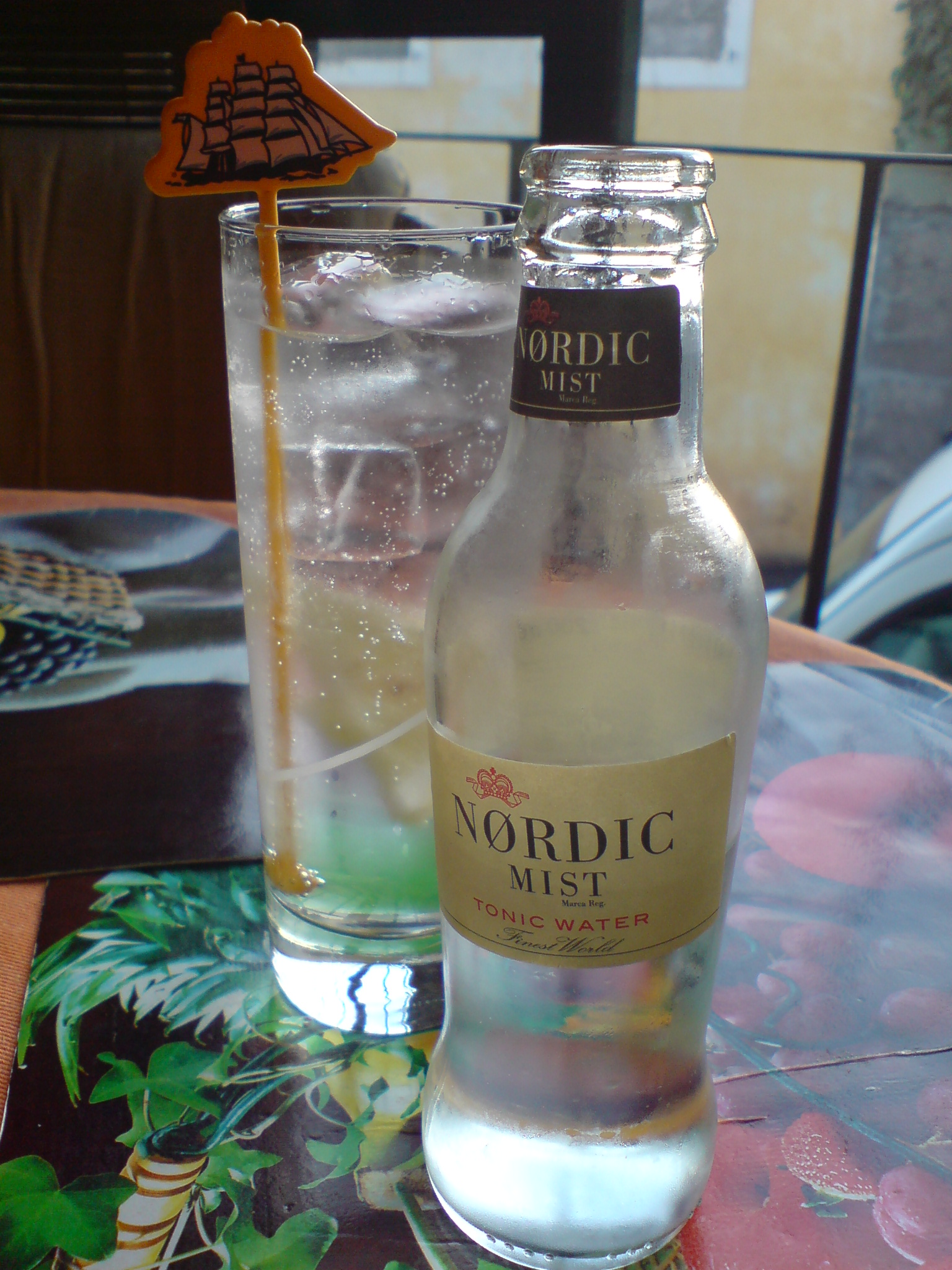
Тонік «Nordic Mist»

- сік
- морс
- компот
- узвар

#### Гарячі напої
- чай
- кава
- какао
- каркаде
- гаряче молоко

#### Молочні напої
- молоко
- кисле молоко
- кефір
- йогурт
- ряжанка
- айран
- ацидофілін

### Газовані напої
- лимонад
- тонік
- квас
- енергетичний напій
- прохолоджуючі напої (типу Coca-Cola, Fanta, Sprite)